# Zalea horningi
Zalea horningi är en tvåvingeart som först beskrevs av Harrison 1976.  Zalea horningi ingår i släktet Zalea och familjen Canacidae. Inga underarter finns listade i Catalogue of Life.